# La Revue sud-africaine

La Revue sud-africaine était un hebdomadaire économique français paraissant tous les dimanches, vendu 25 centimes, et consacré principalement aux mines d'or d'Afrique du Sud. Le titre de La Revue Sud-Africaine est accompagné du sous-titre "Mines, finances, commerce".

## Histoire
Le journal est domicilié au 30, rue Bergère à Paris, où son propriétaire et rédacteur en chef Henry Dupont fait aussi office de courtage sur les valeurs mobilières sud-africaines. Comportant de nombreuses cartes, tableaux de cours et articles historiques, l'hebdomadaire publie les chiffres mensuels de production de la Chambre des mines dor d'Afrique du Sud, dirigée par le français Georges Rouliot, et les chiffres trimestriels de production des principales sociétés cotées. 
La Revue Sud-Africaine se présente comme "un journal absolument indépendant, créé avec les propres capitaux de ses fondateurs, n'ayant de lien avec aucun parti ni aucune coterie, possédant, par conséquent, et voulant conserver son libre arbitre", car c'est "avant tout un journal d'informations et de documents".
L'hebdomadaire L'Économiste français de Paul Leroy-Beaulieu la cite régulièrement mais prend des positions différentes : alors que la Revue Sud-Africaine défend plutôt les dirigeants de compagnies minières anglaises, il prend lui le parti de leurs actionnaires et des boers. 
Les compagnies sud-Africaines ont "l'excellente habitude d'envoyer directement par la poste à chacun de leurs actionnaires les rapports mensuels, les annonces de dividendes, les convocations, les 
rapports annuels avec bilan, les comptes rendus d'assemblées, etc..." Tous ces documents sont en 
anglais, et La Revue Sud-Africaine en donne "régulièrement la traduction française", rappelle son rédacteur en chef Henry Dupont. Le journal dispose d'un correspondant particulier à Johannesbourg.
Elle justifie son existence par le fait que, dès 1893, "plusieurs millions d'actions des principales entreprises sud-africaines existent déjà dans les portefeuilles français" et par les "préparatifs qui se font dans certains milieux pour introduire à la Bourse de Paris de nouvelles valeurs de ce groupe, à côté de la de Beers et de la Robinson". À Johannesbourg, la ville de l'or située au centre des plus riches mines aurifères du Transvaal, il se publie en langue anglaise un journal spécialement consacré aux entreprises minières, "The South-African Mining Journal". À Londres, il y a le "South Africa" et l' "African Review", "sans parler de quantité de feuilles s'occupant plus ou moins du même sujet". En Allemagne, où les valeurs sud-africaines sont très largement répandues, un organe spécial s'est fondé il y a quelques mois, sous le titre de Sud AfrikanischeWochenschrift (Gazette hebdomadaire Sud-Africaine), explique-t-il.
Le dimanche 21 mai 1893, pour sa nouvelle formule augmentée, l'hebdomadaire reprend le Times du 18 janvier 1893, où était publié rapport de l'ingénieur Hamilton Smith (géologue).